# Sigismondo d'India
Sigismondo d'India (Palerm?, ca.1582 - Mòdena?, ca. 1629) fou un compositor del final del Renaixementi principis del Barroc que va exercir per tot Itàlia, tot i que va passar la major part de la seva carrera a Torí, a la cort dels Savoia. La seva obra és principalment profana i consta generalment de madrigals polifònics i del nou gènere que aflorava amb el canvi de segle: la cançó monòdica. D'India va ser un dels més importants contemporanis de Claudio Monteverdi i Giulio Caccini.

## Vida

### Orígens (? - 1610)

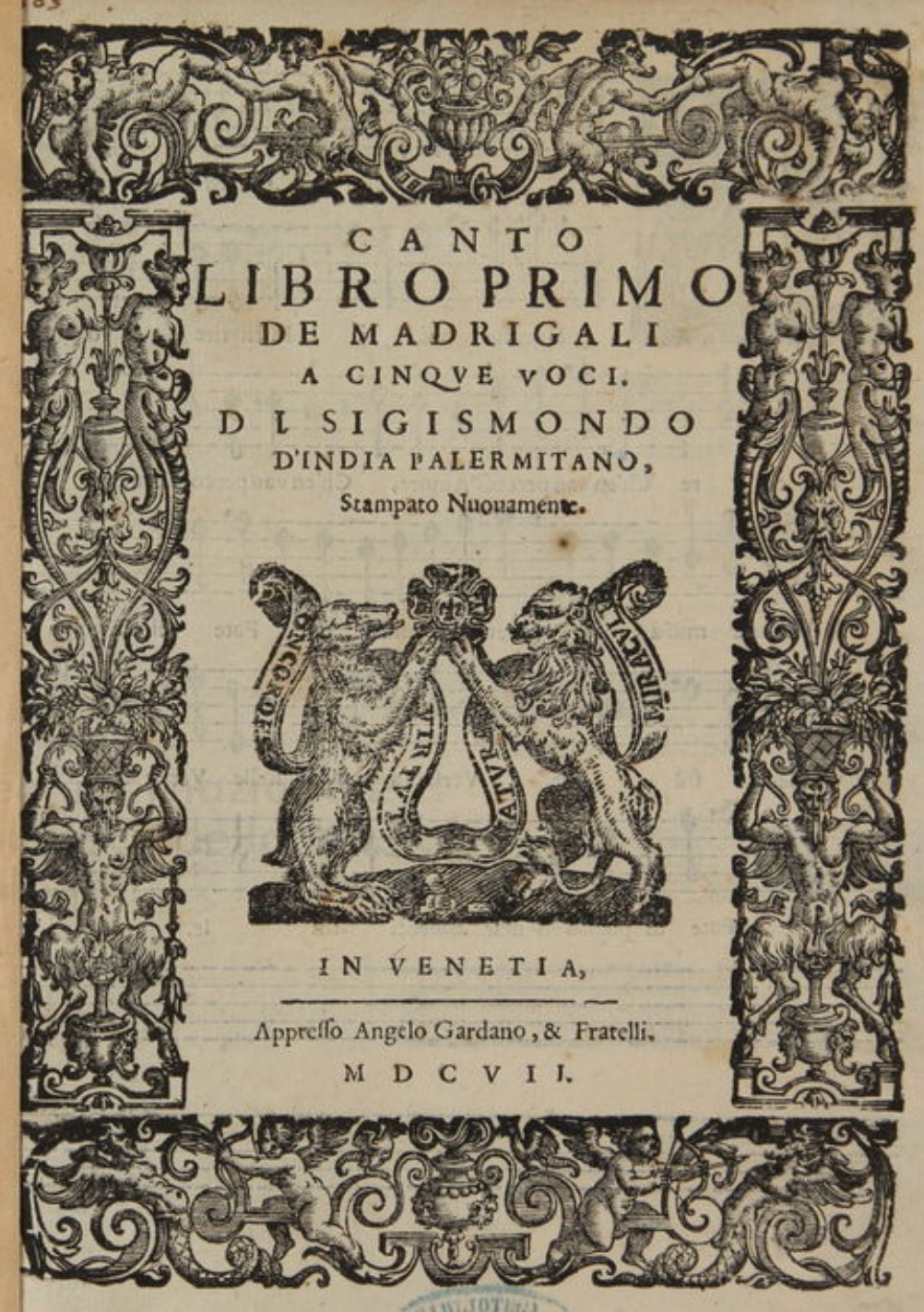
Portada de la primera publicació de Sigismondo d'India (reimpressió del 1607)

Poc se sap dels primers anys del compositor. No n'ha quedat cap tipus de partida de naixement, cap document que parli dels seus estudis ni tampoc cap referència clara a la seva família i a seu llinatge. De fet no trobem cap document que en parli fins a l'any 1600.
Així doncs, se li assigna el 1582 com data de naixement aproximada a partir del fet que la seva primera publicació data de l'any 1606 i de que era requisit per tal de publicar haver acomplert la majoria d'edat, que eren els 25 anys. A les portades d'aquests documents, a més, se'l menciona amb el títol de nobile palermitano o palermitano, pel que és generalment acceptat que Palerm és la seva ciutat d'origen (tot i que la seva procedència napolitana no es descarta) i que el compositor procedeix de família noble.
Sabem també que d'India era un bon cantant: “nella età nostra non ha pari nella maniera del Cantar solo, per quanto hò sentito discorrere da molti valenti huomini”. A partir del 1600 comencem a trobar mencions al compositor, que probablement escapant del poc interès per la música de la cort siciliana, va sortir a viatjar pel continent cantant i presentant les seves obres a l'aristocràcia local, i poc a poc van anar adquirint certa fama. Durant aquests viatges va conèixer probablement Monteverdi i va ser alabat per respectats músics i compositors. Entre ells ens n'ha quedat el testimoni de Vittoria Archilei: "non haver vidito stile, c’havesse tanta forza, & che insieme spiegasse il concetto con tal diversità di corde, varietà d’armonia, & con si nova maniera di passeggiare".
L'any 1610, Sigismondo d'India ja havia publicat un llibre de madrigals i un de cançons a 1 i 2 veus que havien sigut molt aplaudits i va arribar a Torí on va acabar passant segurament quasi una tercera part de la seva vida.

### Torí (1610 - 1623)
Sigismondo d'India va arribar a la cort dels Savoia cridat per Carlo Emmanuele I, que era coneixedor i admirador de les novetats en el camp de les arts i les ciències, i que volia per a la cort un compositor de característiques similars a Monteverdi. A més, arriba en un moment en què la cort està en expansió, i el territori s'està convertint un centre estratègic políticament, culturalment i per la Contrareforma, pel que hi ha molt intercanvi amb altres comtats però també amb l'estranger, sobretot amb França. I en un moment, també, en què l'art de la cort té molta importància en la diplomàcia.
L'any 1611 el van nomenar "maestro della musica de camera". Havia de compondre música per als esdeveniments de la cort com els carnavals, aniversaris i altres festivitats, alhora que anava escrivint la seva pròpia música. El Duc era gran admirador de la "seconda prattica" i l'encoratjava a seguir en la línia de la seva feina anterior. A més, el compositor disposava de temps per moure's per les corts veïnes per compondre, cantar i oferir els seus serveis.
Aquesta va ser l'etapa és prolífica de Sigismondo d'India. Tot i la Contrareforma, quasi tota la seva música és profana. Va escriure quatre llibres de madrigals a cinc veus i tres libres de Le musiche, cançons per a una o dues veus, i peces com Zaliura (perduda), una de les seves més grans obres, o un recull de danses, entre d'altres.
L'any 1623 d'India va deixar Torí. No se sap què va passar, però es contempla la hipòtesi que, malgrat la bona avinença amb el Duc, va haver de marxar pressionat pel mal clima i pels rumors que havien sorgit sobre la seva vida personal entre els treballadors de la cort. Altra vegada, no tenim prou documentació, però sabem que el canvi va ser sobtat.

### Últims anys (1623 -?)
En marxar de la cort dels Savoia, d'India va tornar a viatjar per la península Itàlica. Es pensa que és possible que fins i tot viatgés a l'estranger, ja que va dedicar el seu últim llibre de Le musiche a l'Arxiduc Leopold d'Àustria. També va estar treballant per al príncep del ducat de Mòdena i família dels Savoia, el qual el tenia en molt alta consideració i va acabar a la cort del Cardinal Maurizzio, també pertanyent a la dinastia Savoia, establert a Roma.
El palau d'aquest últim era un centre molt important de les arts a la ciutat de Roma, i a això hem d'afegir la gran influència que exercia el fet d'estar en l'ull de l'huracà de la Contrareforma. D'India va deixar la música profana i va centrar-se en la música sacra. L'any 1626, el Papa Urbà VIII li va encarregar una missa que va gaudir de gran èxit i l'any següent una col·lecció de motets.
A partir d'aquí la informació sobre el compositor es va dissipant. Sabem que Carlo Emmanuele I va voler fer-lo tornar a Torí però no sabem si hi va arribar a anar. A partir del 1627 no trobem cap mena de menció a Sigismondo d'India en cap tipus de document. Únicament s'ha trobat una carta conservada a l'arxiu de l'estat de Mòdena datada del 16 d'abril de 1629 que suggereix la seva mort poc abans però la procedència de la carta també és dubtosa. Així doncs, no sabem quan ni on va morir, ni tampoc quina en va ser la causa. Ens queda, doncs, el seu llegat.

## Obra
L'obra de Sigismondo d'India és molt representativa de l'època en la qual va viure: el canvi de segle, la transició entre el renaixement i el barroc. Va compondre sobretot madrigals polifònics, pertanyents a la pràctica renaixentista, i monodia acompanyada, el gènere que marca l'inici del barroc i el naixement de l'òpera. Així doncs, en la seva música hi podem trobar tant una mostra de l'"stile antico", però també de la "seconda prattica"

### Madrigals a 5 veus
Els madrigals de Sigismondo d'India estàn en la línia de l'obra dels seus contemporanis. El madrigal de les últimes dècades del segle XVI es caracteritza per l'ús expressiu del cromatisme i la resolució poc habitual de les dissonàncies. El seu estil és especialment cromàtic i el color que desprenen les seves obres recorda l'escola Napolitana de la qual Carlo Gesualdo és el principal exponent. Es creu que és possible que d'India el conegués durant els seus viatges abans d'aterrar a Torí, i que s'hi quedés per un petit període d'aprenentatge. Altra vegada, no sabem del cert quina educació va rebre el compositor i només podem especular. De totes maneres, s'ha considerat Sigismondo d'India com a últim perpetuador de l'estil compositiu de Gesualdo.
- Libro primo de madrigali a 5 (1606)
- Libro secondo de madrigali a 5 (1611)
- Il terzo libro de madrigali a 5 (1615)
- Il quarto libro di madrigali a 5 (1615)
- Il quinto libro di madrigali a 5 (1615)
- Il sesto libro di madrigali a 5 (No s'ha trobat)
- Settimo libro di madrigali a 5 (1624)
- Ottavo libro di madrigali con il basso continuo (1624)

### Le musiche
Amb el nou segle neix un nou gènere: la monodia acompanyada d'un baix continu. El fet d'escriure una melodia acompanyada d'un baix, que permet alliberar-la d'obligacions harmòniques amb altres veus, amb l'objectiu d'aconseguir transmetre la màxima expressió de les paraules i de poder utilitzar ornamentacions i altres elements virtuosístics. Es tracta de la transició entre el madrigal i l'ària barroca.
Primer Monteverdi i després Caccini van popularitzar aquesta nova manera de fer música, "le nuove musiche", i el gènere es va estendre per tot Itàlia. Es van publicar més d'un centenar de reculls titulats Le musiche que contenien monodies i cançons per a 2 i com a molt 3 cantants. D'India no va ser una excepció.
Les seves harmonies són semblants a les dels seus madrigals polifònics, aconsegueix una expressivitat molt especial gràcies al seu ús del cromatisme. També és destacable lla seva habilitat en l'ús d'ornamentacions i elements que embelleixen la melodia. De fet, la seva producció és prou variada: des d'àries amb tonades belles i fàcils de recordar fins a grans laments carregats d'una gran força expressiva amb llargs recitatius i passatges foscos i enrevessats. En total va publicar 84 monodies recollides en 5 llibres, tots d'ells àmpliament aplaudits, amb les quals va agafar el relleu dels seus predecessors i va elevar el gènere a una nova dimensió:
- Le Musiche di Sigismondo d'India da cantar solo (1609)
- Le Musiche a due voci di Sigismondo d'India (1615)
- Le Musiche del sig. Sigismondo d'India (1618)
- Le Musiche del Cavalier Sigismondo d'India a 1 et 2 voci, libro quarto (1621)
- Le Musiche del Cavalier Sigismondo d'India, libro quinto (1623)

### Altres publicacions
Tot i que la seva obra més important és la mencionada anteriorment, va tocar altres gèneres: La villanella, al principi de la seva carrera, música de dansa, publicada durant la seva estància a Torí i algunes obres sacres, tant dels inicis com del final de la seva carrera. L'últim llibre de motets va ser bastant aplaudit però en general en aquests camps no va tenir tanta fama ni tant interès com en el madrigal polifònic i en la monodia acompanyada, de manera que aquestes obres han quedat totalment relegades a un segon pla, i moltes no s'han conservat. Ens n'han arribat les següents:
- Novi concentus ecclesiastici a 2-3 (1610)
- Liber secundus sacrorum concentuum a 3-6 (1610)

- Villanelle alla napolitana, a 3 voci, libro primo (1610)
- Libro Secondo delle Villanesse alla napolitana a 3,4, et 5 voci (1612)
- Le Musiche e Balli a 4 voci (1621)
- Liber primus motectorum (1627)